# PEC in het seizoen 1938/39
Het seizoen 1938/1939 was het 29e jaar in het bestaan van de Zwolse voetbalclub PEC. De club kwam uit in de Tweede Klasse Oost A en nam ook deel aan het toernooi om de KNVB beker.

## Wedstrijdstatistieken

### Tweede Klasse A
| Enschedese Boys                                           |                                                                    |               |                                                               |
|                                                           | PEC                                                                | 2 – 0 (2 – 0) | Enschedese Boys                                               |
| 5 maart 1939 Plaats: Zwolle Gemeentelijk Sportpark        | Koeke Westerhuis Jan Doorneweert                                   |               |                                                               |
|                                                           | Enschedese Boys                                                    | 7 – 4 (2 – 2) | PEC                                                           |
| 30 oktober 1938 Plaats: Enschede Volkspark                | Bennink 13' Teutelink List Harsselaar Teutelink Bennink            |               | Jan Doorneweert Cornelis Mulder Koeke Westerhuis              |
| Phenix                                                    |                                                                    |               |                                                               |
|                                                           | PEC                                                                | 2 – 0 (2 – 0) | EVV Phenix                                                    |
| 26 maart 1939 Plaats: Zwolle Gemeentelijk Sportpark       | Cornelis Mulder Koeke Westerhuis                                   |               |                                                               |
|                                                           | EVV Phenix                                                         | 0 – 2 (0 – 1) | PEC                                                           |
| 4 december 1938 Plaats: Enschede Sportpark Phenix         |                                                                    |               | 30' Cornelis Mulder 85' Cornelis Mulder                       |
| Rigtersbleek                                              |                                                                    |               |                                                               |
|                                                           | PEC                                                                | 3 – 2 (1 – 1) | vv Rigtersbleek                                               |
| 20 november 1938 Plaats: Zwolle Gemeentelijk Sportpark    | Koeke Westerhuis 60' Jan Doorneweert 82'                           |               | 20' Bouwhuis IJspeert                                         |
|                                                           | vv Rigtersbleek                                                    | 3 – 1 (0 – 0) | PEC                                                           |
| 2 april 1939 Plaats: Enschede Sportpark Rigtersbleek      | Udink 55' Schepers sr 80' Zwijnenberg                              |               | Jan Doorneweert                                               |
| Zwolsche Boys                                             |                                                                    |               |                                                               |
|                                                           | PEC                                                                | 0 – 2 (0 – 1) | Zwolsche Boys                                                 |
| 25 september 1938 Plaats: Zwolle Gemeentelijk Sportpark   |                                                                    | Zwolse derby  | 60' Arend Gerrits                                             |
|                                                           | Zwolsche Boys                                                      | 0 – 4 (0 – 2) | PEC                                                           |
| 5 februari 1939 Plaats: Zwolle Sportpark De Vrolijkheid   |                                                                    | Zwolse derby  | Cornelis Mulder Harry Kliphuis Jan Doorneweert                |
| K.H.C.                                                    |                                                                    |               |                                                               |
|                                                           | PEC                                                                | 4 – 2 (3 – 1) | VV KHC                                                        |
| 11 september 1938 Plaats: Zwolle Gemeentelijk Sportpark   | Koeke Westerhuis L Naberman (e.d.) Cornelis Mulder Jan Doorneweert |               | Westerveld                                                    |
|                                                           | VV KHC                                                             | 1 – 3 (0 – 2) | PEC                                                           |
| 19 februari 1939 Plaats: Kampen Sportpark aan de Plas     | Westerveld (pen)                                                   |               | 27' Jan Doorneweert 31' Koeke Westerhuis Jan Doorneweert      |
| Borne                                                     |                                                                    |               |                                                               |
|                                                           | PEC                                                                | 2 – 1 (0 – 0) | BVV Borne                                                     |
| 15 januari 1939 Plaats: Zwolle Gemeentelijk Sportpark     | Koeke Westerhuis Frans Tausch (pen)                                |               | van Wezel                                                     |
|                                                           | BVV Borne                                                          | 4 – 2 (2 – 1) | PEC                                                           |
| 18 september 1938 Plaats: Borne Sportpark Borne           | van Wezel 12' van Wezel 22' Boers 62' Groenhuyzen 88'              |               | 35' (pen) Frans Tausch 51' Koeke Westerhuis of Harry Kliphuis |
| Sallandia                                                 |                                                                    |               |                                                               |
|                                                           | PEC                                                                | 0 – 1 (0 – 1) | DVV Sallandia                                                 |
| 12 februari 1939 Plaats: Zwolle Gemeentelijk Sportpark    |                                                                    |               | Nagelvoort                                                    |
|                                                           | DVV Sallandia                                                      | 0 – 2 (0 – 1) | PEC                                                           |
| 6 november 1938 Plaats: Deventer Sportpark Sallandia      |                                                                    |               | 20' Frans Tausch 65' Koeke Westerhuis                         |
| Rijssen Vooruit                                           |                                                                    |               |                                                               |
|                                                           | PEC                                                                | 3 – 1 (1 – 1) | VV Rijssen Vooruit                                            |
| 2 oktober 1938 Plaats: Zwolle Gemeentelijk Sportpark      | Koeke Westerhuis Frans Tausch (pen) 80'                            |               | 2' Schinz                                                     |
|                                                           | VV Rijssen Vooruit                                                 | 0 – 2 (0 – 1) | PEC                                                           |
| 29 januari 1939 Plaats: Rijssen Sportpark Rijssen Vooruit |                                                                    |               | Koeke Westerhuis Jan Doorneweert                              |
| Almelo                                                    |                                                                    |               |                                                               |
|                                                           | PEC                                                                | 2 – 0 (2 – 0) | SV Almelo                                                     |
| 11 december 1938 Plaats: Zwolle Gemeentelijk Sportpark    | Koeke Westerhuis                                                   |               |                                                               |
|                                                           | SV Almelo                                                          | 1 – 3 (0 – 0) | PEC                                                           |
| 9 april 1939 Plaats: Almelo Sportpark SV Almelo           | Vellencate                                                         |               | 65' Frans Tausch Jan Doorneweert Gé Maalstee                  |

### KNVB beker
| 1e ronde                                            | P.E.C.                                                                | 4 – 1 (1 – 1) | Eendracht Arnhem    |
| 30 april 1939 Plaats: Zwolle Gemeentelijk Sportpark | Koeke Westerhuis 25' Piet Vogelzang Harry Kliphuis Jan Doorneweert    |               | 5' Minks            |
| 2e ronde                                            | AGOVV                                                                 | 5 – 1 (3 – 1) | P.E.C.              |
| 14 mei 1939 Plaats: Apeldoorn Sportpark Berg & Bos  | Ribbers 10' Bart Zoetbrood 39' van Zeist Bart Zoetbrood 84' van Zeist |               | 30' Cornelis Mulder |

## Statistieken PEC 1938/1939

### Eindstand PEC in de Nederlandse Tweede Klasse 1938 / 1939
| Stand | Gespeeld | Gewonnen | Gelijk | Verloren | Punten | Doelpunten voor | Doelpunten tegen |
| ----- | -------- | -------- | ------ | -------- | ------ | --------------- | ---------------- |
| 2e    | 18       | 13       | 0      | 5        | 26     | 40              | 24               |

### Punten per tegenstander
|       | Enschedese Boys | Phenix | Rigtersbleek | Zwolsche Boys | K.H.C. | Borne | Sallandia | Rijssen Vooruit | Almelo |
| ----- | --------------- | ------ | ------------ | ------------- | ------ | ----- | --------- | --------------- | ------ |
| Thuis | 2               | 2      | 2            | 0             | 2      | 2     | 0         | 2               | 2      |
| Uit   | 0               | 2      | 0            | 2             | 2      | 0     | 2         | 2               | 2      |

### Doelpunten per tegenstander
|       | Enschedese Boys | Phenix | Rigtersbleek | Zwolsche Boys | K.H.C. | Borne | Sallandia | Rijssen Vooruit | Almelo | Totaal |
| ----- | --------------- | ------ | ------------ | ------------- | ------ | ----- | --------- | --------------- | ------ | ------ |
| Thuis | 2               | 2      | 3            | 0             | 4      | 2     | 0         | 3               | 2      | 18     |
| Uit   | 4               | 2      | 1            | 4             | 3      | 2     | 2         | 2               | 3      | 23     |
|       |                 |        |              |               |        |       |           |                 |        | 41     |